# Élections fédérales canadiennes de 2021 à Terre-Neuve-et-Labrador
Les élections fédérales canadiennes de 2021 à Terre-Neuve-et-Labrador ont lieu le 20 septembre 2021, comme dans le reste du Canada. La province est représentée par 7 députés à la Chambre des communes, soit le même nombre que lors des élections fédérales canadiennes de 2019 à Terre-Neuve-et-Labrador.

## Résultats par parti

### Résultats généraux
| Parti                    | Parti                            | Voix    | %     | +/-  | Sièges | +/-           |
| ------------------------ | -------------------------------- | ------- | ----- | ---- | ------ | ------------- |
|                          | Parti libéral (PLC)              | 103 062 | 47,72 | 3,02 | 6      | en stagnation |
|                          | Parti conservateur (PCC)         | 70 213  | 32,51 | 4,56 | 1      | 1             |
|                          | Nouveau Parti démocratique (NPD) | 37 550  | 17,39 | 6,48 | 0      | 1             |
|                          | Parti populaire (PPC)            | 5 142   | 2,38  | 2,24 | 0      | en stagnation |
|                          |                                  |         |       |      |        |               |
| Suffrages exprimés       |                                  |         |       |      |        |               |
| Votes blancs ou nuls     |                                  |         |       |      |        |               |
| Total                    | Total                            | 215 967 | 100   | -    | 7      | en stagnation |
| Abstention               |                                  |         |       |      |        |               |
| Inscrits / participation | Inscrits / participation         | 414 305 | 52,13 |      |        |               |

### Élus
| Circonscriptions                 | Député sortant | Député sortant  | Député gagnant  | Député gagnant  |
| -------------------------------- | -------------- | --------------- | --------------- | --------------- |
| Avalon                           |                | Ken McDonald    | Ken McDonald    | Ken McDonald    |
| Bonavista—Burin—Trinity          |                | Churence Rogers | Churence Rogers | Churence Rogers |
| Coast of Bays—Central—Notre Dame |                | Scott Simms     |                 | Clifford Small  |
| Labrador                         |                | Yvonne Jones    | Yvonne Jones    | Yvonne Jones    |
| Long Range Mountains             |                | Gudie Hutchings | Gudie Hutchings | Gudie Hutchings |
| Coast of Bays—Central—Notre Dame |                | Jack Harris     |                 | Joanne Thompson |
| St. John's-Sud—Mount Pearl       |                | Seamus O'Regan  | Seamus O'Regan  | Seamus O'Regan  |